# Norman Forde
Pour les articles homonymes, voir Forde (homonymie).
Norman Forde, né le 30 avril 1977 à Mount Brevitor (Barbade), est un joueur de football barbadien évoluant au poste d’attaquant.

## Biographie

### En club
Joueur emblématique du Youth Milan FC avec lequel il remporte deux championnats de la Barbade et deux coupes nationales (voir palmarès ci-dessous), Norman Forde fait une pige en 2008 au Notre Dame SC, saison qui constitue le point d'orgue de sa carrière dans la mesure où il réussit le doublé Coupe-Championnat en étant sacré meilleur buteur de la saison (13 buts en 20 matchs).

### En équipe nationale
Auteur de 17 buts en 74 capes avec l'équipe de la Barbade, Norman Forde est international de 1998 à 2011. Il dispute notamment quatre éliminatoires de Coupe du monde (2002, 2006, 2010 et 2014).
Au niveau régional, il joue la phase finale des Coupes caribéennes de 2005, 2007 et 2008, ainsi que les éliminatoires de cette compétition en 2001 et 2010.

#### Buts en sélection
| Buts en sélection de Norman Forde | Buts en sélection de Norman Forde | Buts en sélection de Norman Forde                          | Buts en sélection de Norman Forde | Buts en sélection de Norman Forde | Buts en sélection de Norman Forde | Buts en sélection de Norman Forde |
|                                   | Date                              | Lieu                                                       | Adversaire                        | Score                             | Résultat                          | Compétition                       |
| --------------------------------- | --------------------------------- | ---------------------------------------------------------- | --------------------------------- | --------------------------------- | --------------------------------- | --------------------------------- |
| 1.                                | 18 mars 2000                      | National Cricket Stadium, St. George's (Grenade)           | Grenade                           | 0-2                               | 2-3 a.p.                          | QCM 2002                          |
| 2.                                | 4 avril 2001                      | André Kamperveen Stadion, Paramaribo (Suriname)            | Grenade                           | 2-1                               | 2-1                               | QCAR 2001                         |
| 3.                                | 8 avril 2001                      | André Kamperveen Stadion, Paramaribo (Suriname)            | Aruba                             | 3-1                               | 5-2                               | QCAR 2001                         |
| 4.                                | 11 janvier 2004                   | Barbados National Stadium, Bridgetown (Barbade)            | Grenade                           | 1-0                               | 2-0                               | Match amical                      |
| 5.                                | 13 février 2005                   | Barbados National Stadium, Bridgetown (Barbade)            | Guyana                            | 1-0                               | 3-3                               | Match amical                      |
| 6.                                | 24 février 2005                   | Barbados National Stadium, Bridgetown (Barbade)            | Trinité-et-Tobago                 | 1-1                               | 2-3                               | CAR 2005                          |
| 7.                                | 19 novembre 2006                  | Barbados National Stadium, Bridgetown (Barbade)            | Bahamas                           | 1-0                               | 2-1                               | QCAR 2007                         |
| 8.                                | 21 novembre 2006                  | Barbados National Stadium, Bridgetown (Barbade)            | Saint-Vincent-et-les-Grenadines   | 2-0                               | 3-0                               | QCAR 2007                         |
| 9.                                | 13 janvier 2008                   | Carlton Club Ground, Black Rock (Barbade)                  | Antigua-et-Barbuda                | 1-0                               | 3-2                               | Match amical                      |
| 10.                               | 13 mars 2008                      | Victoria Park, Kingstown (Saint-Vincent-et-les-Grenadines) | Saint-Vincent-et-les-Grenadines   | 0-2                               | 0-2                               | Match amical                      |
| 11.                               | 26 septembre 2008                 | Warner Park, Basseterre (Saint-Christophe-et-Niévès)       | Îles Vierges britanniques         | 1-2                               | 1-2                               | QCAR 2008                         |
| 12.                               | 23 octobre 2008                   | Estadio Pedro Marrero, La Havane (Cuba)                    | Suriname                          | 1-0                               | 3-2                               | QCAR 2008                         |
| 13.                               | 23 octobre 2008                   | Estadio Pedro Marrero, La Havane (Cuba)                    | Suriname                          | 2-0                               | 3-2                               | QCAR 2008                         |
| 14.                               | 23 octobre 2008                   | Estadio Pedro Marrero, La Havane (Cuba)                    | Suriname                          | 3-0                               | 3-2                               | QCAR 2008                         |
| 15.                               | 27 octobre 2008                   | Estadio Pedro Marrero, La Havane (Cuba)                    | Antilles néerlandaises            | 0-1                               | 1-2                               | QCAR 2008                         |
| 16.                               | 8 octobre 2010                    | Victoria Park, Kingstown (Saint-Vincent-et-les-Grenadines) | Montserrat                        | 0-1                               | 0-5                               | QCAR 2010                         |
| 17.                               | 8 octobre 2010                    | Victoria Park, Kingstown (Saint-Vincent-et-les-Grenadines) | Montserrat                        | 0-5                               | 0-5                               | QCAR 2010                         |

## Palmarès

### En club
- Youth Milan FC
  - Champion de la Barbade en 2006 et 2011.
  - Vainqueur de la Coupe de la Barbade en 2002 et 2009.

- Notre Dame SC
  - Champion de la Barbade en 2008.
  - Vainqueur de la Coupe de la Barbade en 2008.

### Distinctions individuelles
- Meilleur buteur du championnat de la Barbade en 2008 (13 buts) avec le Notre Dame SC[2].